# Duomo di Faenza
La cattedrale di San Pietro apostolo è il principale luogo di culto cattolico della città di Faenza, in Emilia-Romagna, chiesa madre della diocesi di Faenza-Modigliana.
Ha la dignità di basilica minore.

## Storia
Espressione dell'architettura rinascimentale in Romagna, è d'influenza Toscana. La sua costruzione, su progetto di Giuliano da Maiano, fu iniziata nel 1474, e non si concluse prima del 1515, rimanendo tuttavia incompiuta la facciata; la consacrazione al culto di San Pietro apostolo avvenne nel 1581.
Nell'ottobre del 1948 Papa Pio XII elevò la cattedrale alla dignità di basilica minore.
È la terza delle cattedrali di Faenza dall'origine della Diocesi. La prima fu Santa Maria foris portam, cattedrale fino al 743. La seconda, di cui non si conosce il periodo di edificazione, sorse nel luogo ove si trova l'attuale, aveva la facciata volta a levante ed era divisa in tre navate.

## Descrizione

### Esterno
L'esterno della cattedrale è caratterizzato dalla facciata, preceduta da un'ampia scalinata. A salienti, il suo paramento murario, incompiuto, rimane con la tessitura con mattoni sporgenti della muratura a vista. Nella parte inferiore della facciata, in corrispondenza delle tre navate interne, si aprono i tre portali con archi a tutto sesto, mentre in corrispondenza delle cappelle laterali due monofore; nella parte superiore, invece, vi sono due oculi in corrispondenza delle navate laterali e due alte monofore ed un rosone in corrispondenza della navata centrale. La facciata termina con un semplice frontone triangolare sormontato da una croce in ferro battuto.
Sopra il braccio destro del transetto, vi è il campanile. Questo è della tipologia a vela ed ospita tre campane, ciascuna all'interno di un proprio fornice.

### Interno

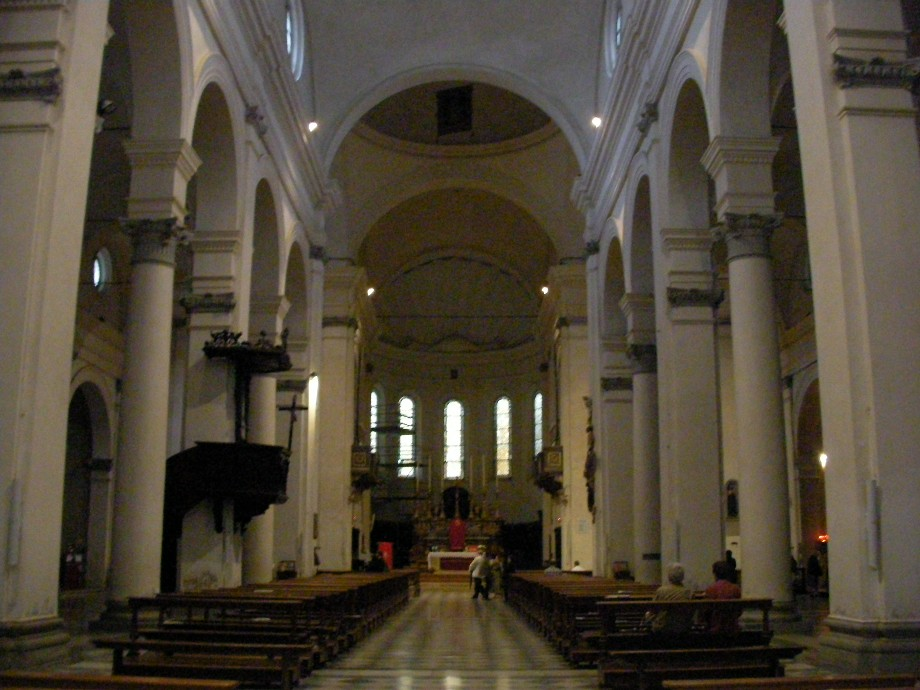
Interno

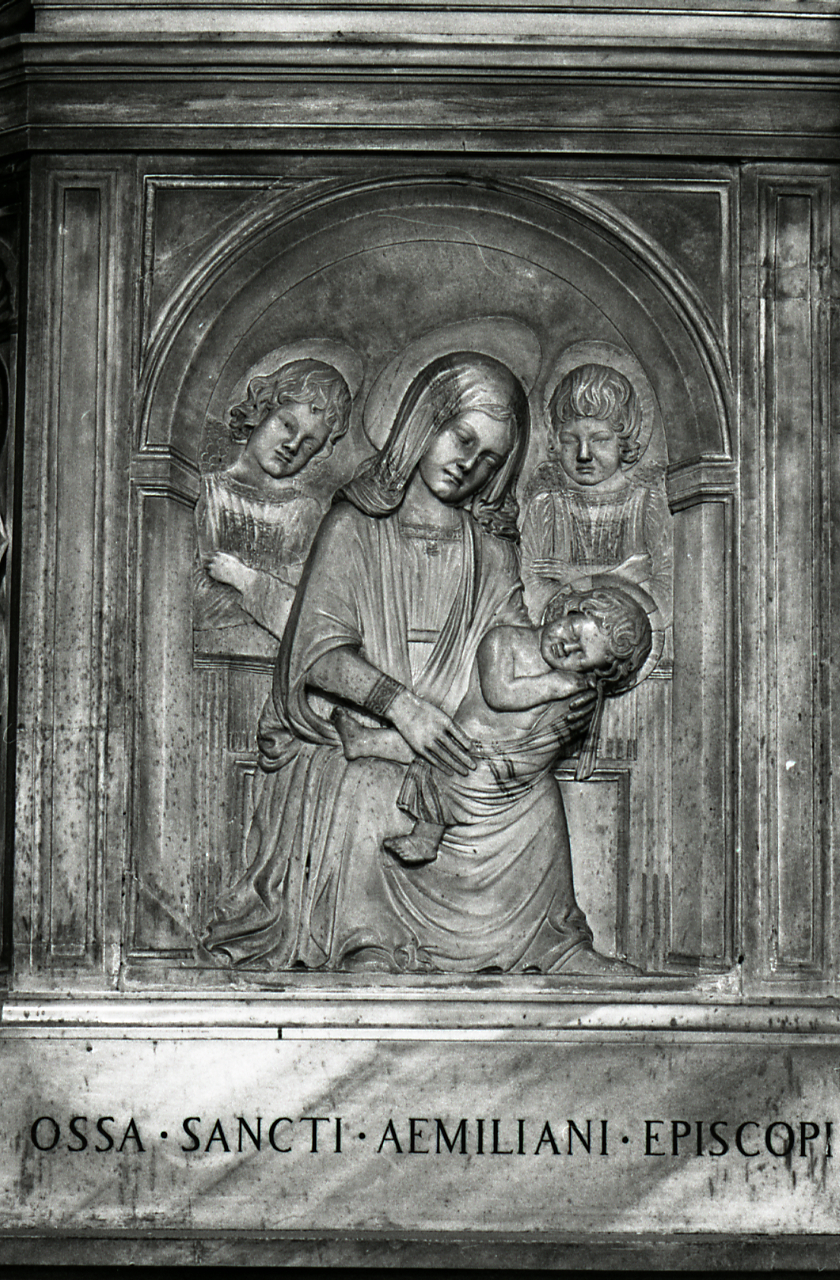
Particolare dell'arca di sant'Emiliano. Foto di Paolo Monti, 1979.

L'interno della cattedrale presenta una pianta a croce latina con tre navate separate da archi a tutto sesto poggianti su pilastri ionici alternati a colonne composite; le navate sono affiancate da otto cappelle per lato. La profonda abside termina con un catino dalla forma di una conchiglia ed è illuminata da cinque alte monofore. Alle spalle dell'altare maggiore, in marmi policromi, vi è il coro ligneo, del 1513.
La cattedrale custodisce opere d'arte del periodo rinascimentale, soprattutto sculture, tra cui:
- la cappella della Beata Vergine delle Grazie, eretta a santuario diocesano, che custodisce un affresco staccato del 1412; l'affresco raffigura Maria nell'atto di spezzare delle frecce, simbolo dei pericoli da cui lei offre protezione;
- la cappella del Crocifisso ospita un Crocifisso ligneo del 1474-1480, attribuito a Giovanni Teutonico;[3]
- l'arca di San Terenzio di Imola,[4] del 1462, opera di un maestro toscano;
- l'arca di San Savino, compiuta nel 1468, forse scolpita a Firenze da Benedetto da Maiano[5];
- l'arca di Sant'Emiliano, della seconda metà del Quattrocento (alcuni rilievi marmorei sono oggi al Museo Jacquemart-André di Parigi);
- il dipinto di Innocenzo da Imola Beata Vergine con Gesù Bambino e i santi Giovanni Battista, Pietro e Paolo, Gioacchino ed Anna (olio su tavola, 1526).

Altare della Beata Vergine delle Grazie
Patrona di Faenza e della diocesi, la sua venerazione ebbe origine nel 1412 quando, durante la peste, sarebbe apparsa a una donna locale di nome Giovanna, assicurandole che le preghiere dei faentini erano state esaudite e preannunciando la fine dell'epidemia, come effettivamente avvenne.
Al centro dell'altare è l'affresco della Madonna delle Grazie, in origine posto nella chiesa dei domenicani, a cura dell'omonima confraternita, nel 1725/26. Ritagliata dal muro, l'immagine fu trasferita nel 1760 in Cattedrale, dapprima collocata per cinque anni sull'altare maggiore, poi trasferita, il 12 maggio 1765, nella cappella già dedicata ai Santi Pietro e Paolo. L'altare fu incorporato in un precedente altare marmoreo, opera forse dello scultore Tommaso Ruer.
La struttura è riconoscibile nella parte centrale con l'immagine della Madonna circondata da una gloria di serafini tra due colonne in marmo rosso di Francia, che sostengono un architrave con due angioletti. Vi sono poi altre due colonne in marmo bianco e nero di Carrara che reggono il timpano spezzato, sul quale siedono due angioletti con la terna di frecce infrante, simbolo della confraternita; al centro del fastigio, un ovale racchiude un medaglione con un bassorilievo raffigurante l'apparizione della Vergine.
L'autore è Girolamo Domenico Bertos del fu Bernardino, artefice e scultore di marmi, veneziano, ma residente a Ravenna. La Cronaca di Carlo Zanelli (Manoscritto 48, IB, Biblioteca Comunale di Faenza), che alla data 4 luglio 1727, annota (p. 208): "Si levò la Beata Vergine delle Grazie dal muro e fu tavolata in un telaio di quercia e li fabbricarono un nuovo altare, quale finito vi misero la suddetta Immagine due piedi più alta che non stava nel vecchio. L'artefice del detto Altare fu il Signor Girolamo Bertos e li furono dati scudi quattrocento e dieci per l'erezione e marmi di detto altare".

### Organo a canne
L'organo a canne Mascioni opus 809 fu costruito nel 1962. Lo strumento è a trasmissione elettrica e la sua consolle ha tre tastiere di 61 note ciascuna e pedaliera concavo-radiale di 32 note.
I registri principali dell'organo si trovano sulle due cantorie ai lati del presbiterio; la cassa espressiva e la consolle sono al centro del coro ligneo nell'abside, nascosti dall'altare maggiore.

## Galleria d'immagini

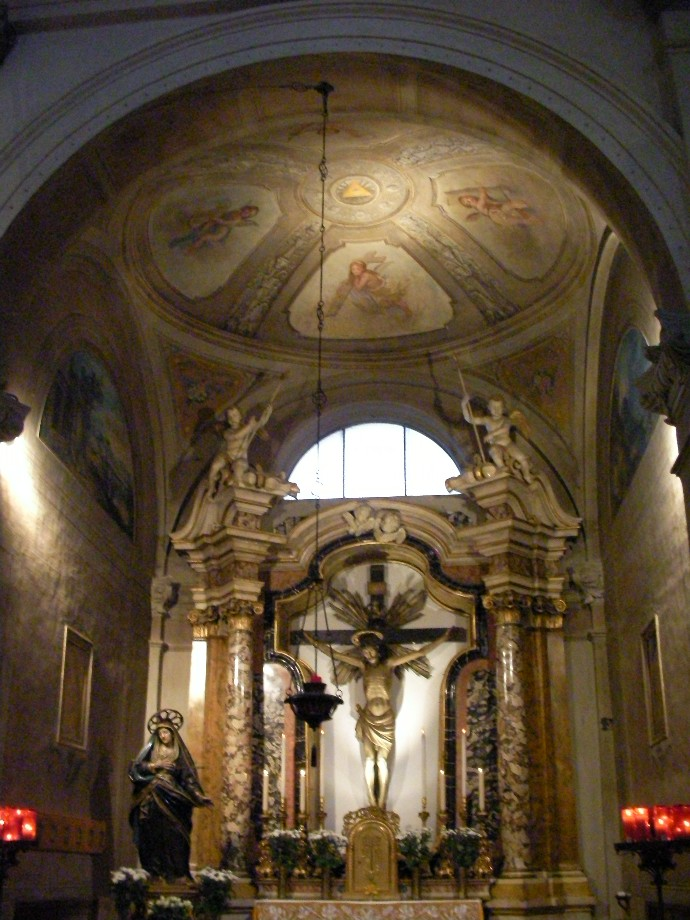
La cappella del Crocifisso
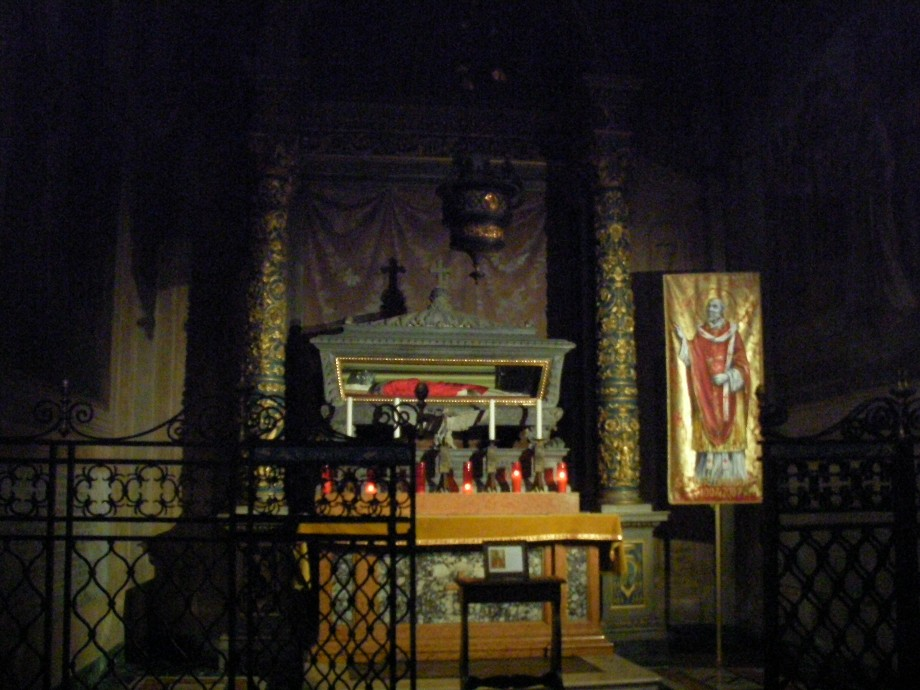
La cappella dedicata a San Pier Damiani
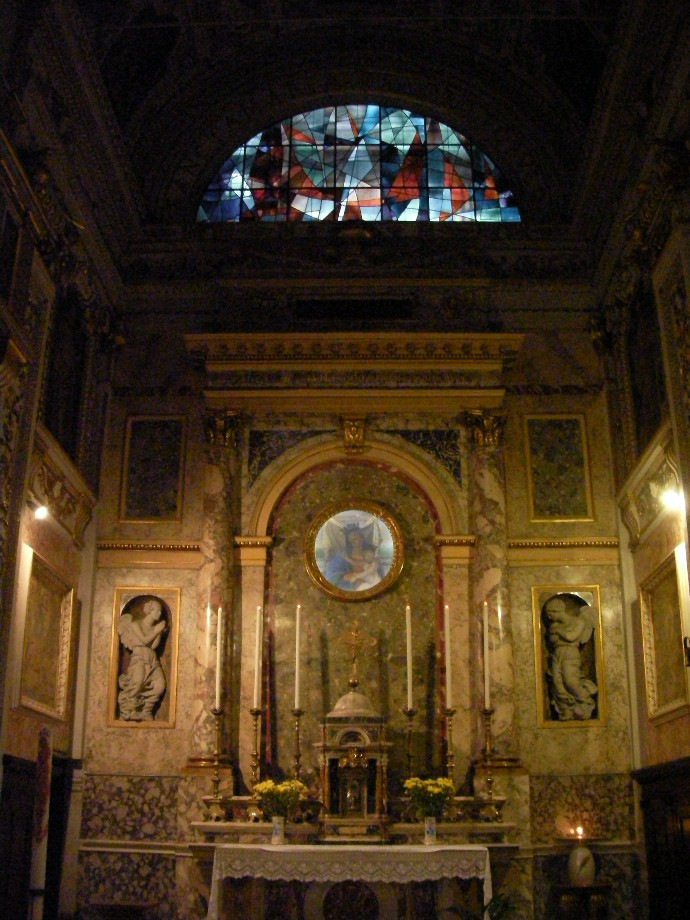
La cappella della Madonna del Popolo
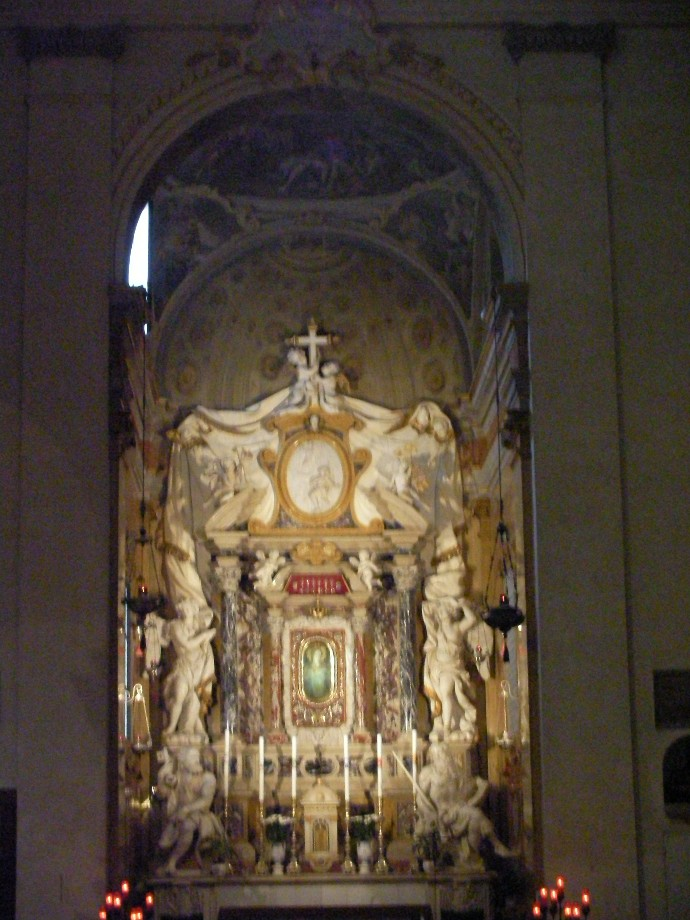
La cappella-santuario della Beata Vergine delle Grazie